# Miscanthus changii
Miscanthus changii är en gräsart som beskrevs av Yong No Lee. Miscanthus changii ingår i släktet miskantusar, och familjen gräs. Inga underarter finns listade i Catalogue of Life.